# Can Barril
Can Barril és una obra de Girona declarada bé cultural d'interès nacional.

## Descripció
L'edifici principal conserva finestres d'estil gòtic i clàssic, amb diversos motius decoratius i escultòrics com l'escut del llinatge Barril, així com les dates inscrites 1582, 1586, 1592 i 1594. A la façana sud del primer pis de la masia hi ha dues obertures que conserven permòdols per al sosteniment mantellets, a manera de merlets. La façana principal, encarada a l'est, disposa d'una porta d'arc de mig punt, adovellada, i finestres clàssiques amb una petita tronera circular. En aquesta façana també destaca l'existència d'un contrafort atalussat, a la dreta de la porta, i d'un contrafort prismàtic a l'angle sud.
La masia conserva com a mínim una torre de planta quadrada, d'uns 5 m. de costat, al lateral oest de la façana sud, a la qual se li adossen altres edificacions més modernes. La torre és de tres pisos, amb una finestra renaixentista al primer pis, una gòtica al segon pis, i en el tercer pis disposa d'una obertura amb permòdols per mantellets en cadascuna de les façanes. L'estudi de Montserrat Molí permet pensar que hi hauria hagut més d'una torre, de la qual poden romandre restes en les edificacions visibles o en el subsòl.

## Història
Segons consta en documentació estudiada per Montserrat Molí Frigola, Miquel Barril I, mestre de cases, projectà a l'entorn dels anys 1429-30 la construcció d'una “casa de pagès” per a la seva família, a Palau-Sacosta. La casa es construeix amb pedra procedent de les Pedreres de Girona i és projectada “amb torres i porxos perquè sigui un símbol i el refugi de tota la família”. Posteriorment a finals del segle xvi, Jeroni Barril decideix “reconstruir i fortificar el seu casal”, que és projectat entre els anys 1578-1594. L'edifici conservat recull les diverses fases constructives fins recentment.